# Unterer Bärmoossee
Der Untere Bärmoossee ist ein See in der Gemeinde Bad Gastein im österreichischen Bundesland Salzburg.

## Geografie
Der Untere Bärmoossee liegt auf einer Höhe von 1943 m ü. A. an den östlichen Berghängen des 2186 m ü. A. hohen Windschurriegels in der Ankogelgruppe. Er befindet sich in der Katastralgemeinde Remsach der Gemeinde Bad Gastein und im Nationalpark Hohe Tauern. Seine Fläche beträgt 0,25 ha. Er ist 62 m lang und 50 m breit und weist einen Umfang von 210 m auf.
Etwa 50 m südlich des Unteren Bärmoossees liegt der Obere Bärmoossee. Weitere Gebirgsseen im Einzugsgebiet des Kötschachbachs sind der Gamskarlsee, der Kühkarsee, der Reedsee, der Tischlerkarsee und der Windschursee.

## Ökologie
Der Untere Bärmoossee ist ein oligotropher (nährstoffarmer) Gebirgssee mit sehr großem ökologischem Wert. Er ist großteils von einem Latschen-Buschwald umgeben.